# Hulk (nogometaš)
Hulk (Givanildo Vieira de Souza), brazilski nogometaš, * 25. julij 1986.
Za brazilsko reprezentanco je odigral 49 uradnih tekem in dosegel 11 golov.